# Јозо Аоки
Јозо Аоки (јап. 青木 要三; 10. април 1929 — 23. април 2014) био је јапански фудбалер.

## Каријера
Током каријере играо је за Chiyoda Life.

## Репрезентација
За репрезентацију Јапана дебитовао је 1955. године.

## Статистика
| Јапан  | Јапан | Јапан |
| Год.   | Ута.  | Гол.  |
| ------ | ----- | ----- |
| 1955   | 1     | 0     |
| Укупно | 1     | 0     |